# Фентон (Луїзіана)
Фентон (англ. Fenton) — селище (англ. village) в США, в окрузі Джефферсон-Девіс штату Луїзіана. Населення — 226 осіб (2020).

## Географія
Фентон розташований за координатами 30°21′50″ пн. ш. 92°54′59″ зх. д. / 30.36389° пн. ш. 92.91639° зх. д. (30.363765, -92.916421).  За даними Бюро перепису населення США в 2010 році селище мало площу 1,07 км², уся площа — суходіл.

## Демографія
Згідно з переписом 2010 року, у селищі мешкало 379 осіб у 138 домогосподарствах у складі 100 родин. Густота населення становила 354 особи/км².  Було 159 помешкань (148/км²).
Расовий склад населення:
| - 55,9 % — чорних або афроамериканців - 36,7 % — білих - 0,5 % — корінних американців - 2,9 % — осіб інших рас |

До двох чи більше рас належало 4,0 %. Частка іспаномовних становила 3,4 % від усіх жителів.
За віковим діапазоном населення розподілялося таким чином: 28,8 % — особи молодші 18 років, 59,1 % — особи у віці 18—64 років, 12,1 % — особи у віці 65 років та старші. Медіана віку мешканця становила 33,8 року. На 100 осіб жіночої статі у селищі припадало 108,2 чоловіків;  на 100 жінок у віці від 18 років та старших — 88,8 чоловіків також старших 18 років.
Середній дохід на одне домашнє господарство  становив 35 648 доларів США (медіана — 28 819), а середній дохід на одну сім'ю — 44 938 доларів (медіана — 48 036). За межею бідності перебувало 29,5 % осіб, у тому числі 54,2 % дітей у віці до 18 років та 11,8 % осіб у віці 65 років та старших.
Цивільне працевлаштоване населення становило 100 осіб. Основні галузі зайнятості: мистецтво, розваги та відпочинок — 32,0 %, будівництво — 14,0 %, роздрібна торгівля — 11,0 %, освіта, охорона здоров'я та соціальна допомога — 10,0 %.